# آری فان در استل
آری فان در استل (هلندی: Arie van der Stel; ۲۴ آوریل ۱۸۹۴ – ۳۱ ژانویهٔ ۱۹۸۶) دوچرخه‌سوار اهل هلند بود.